# Oberstes Gericht der DDR

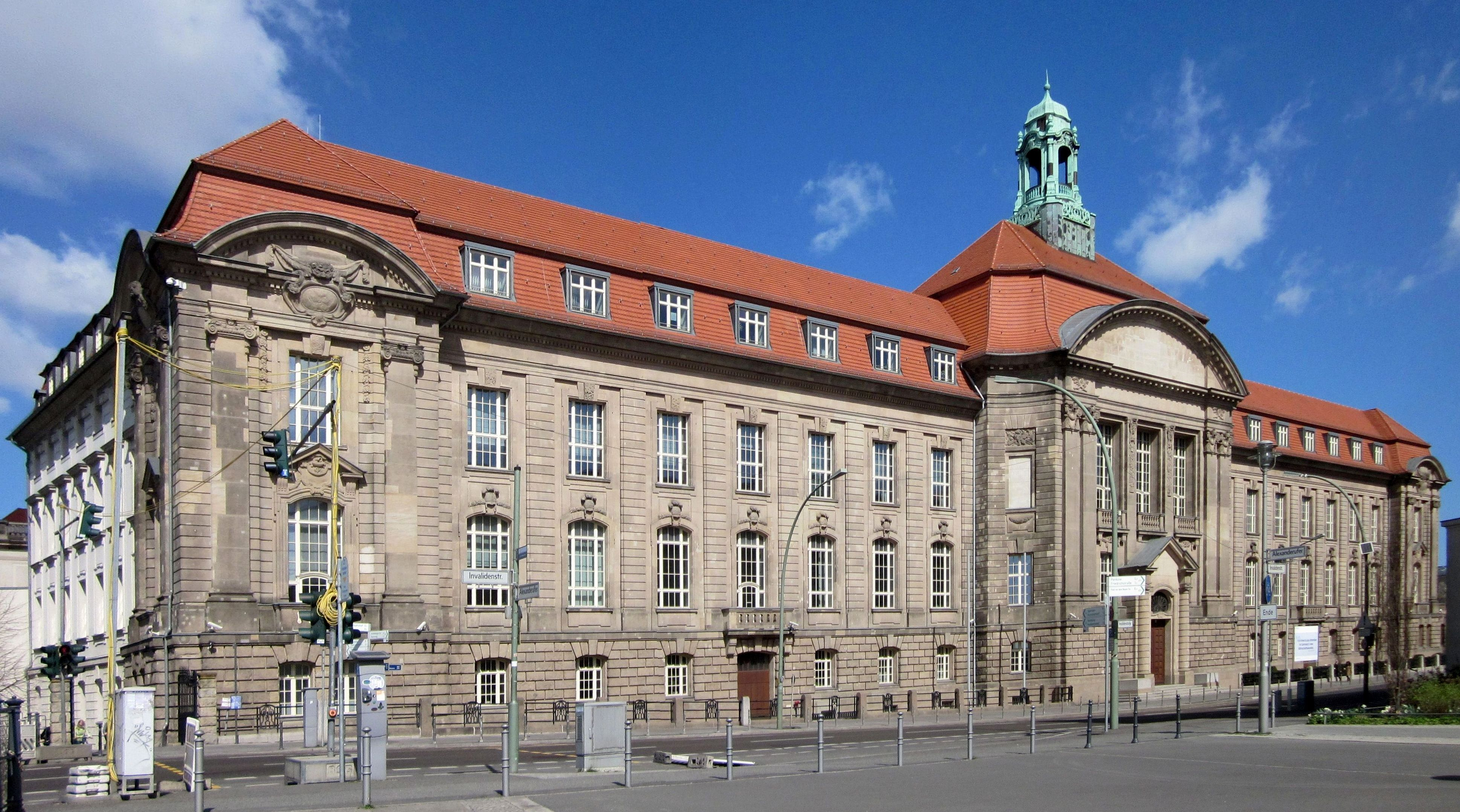
Der erste Sitz des Obersten Gerichts war das heute als Hauptsitz des Bundeswirtschaftsministeriums dienende Gebäude unmittelbar am Grenzübergang Sandkrugbrücke in Berlin-Mitte

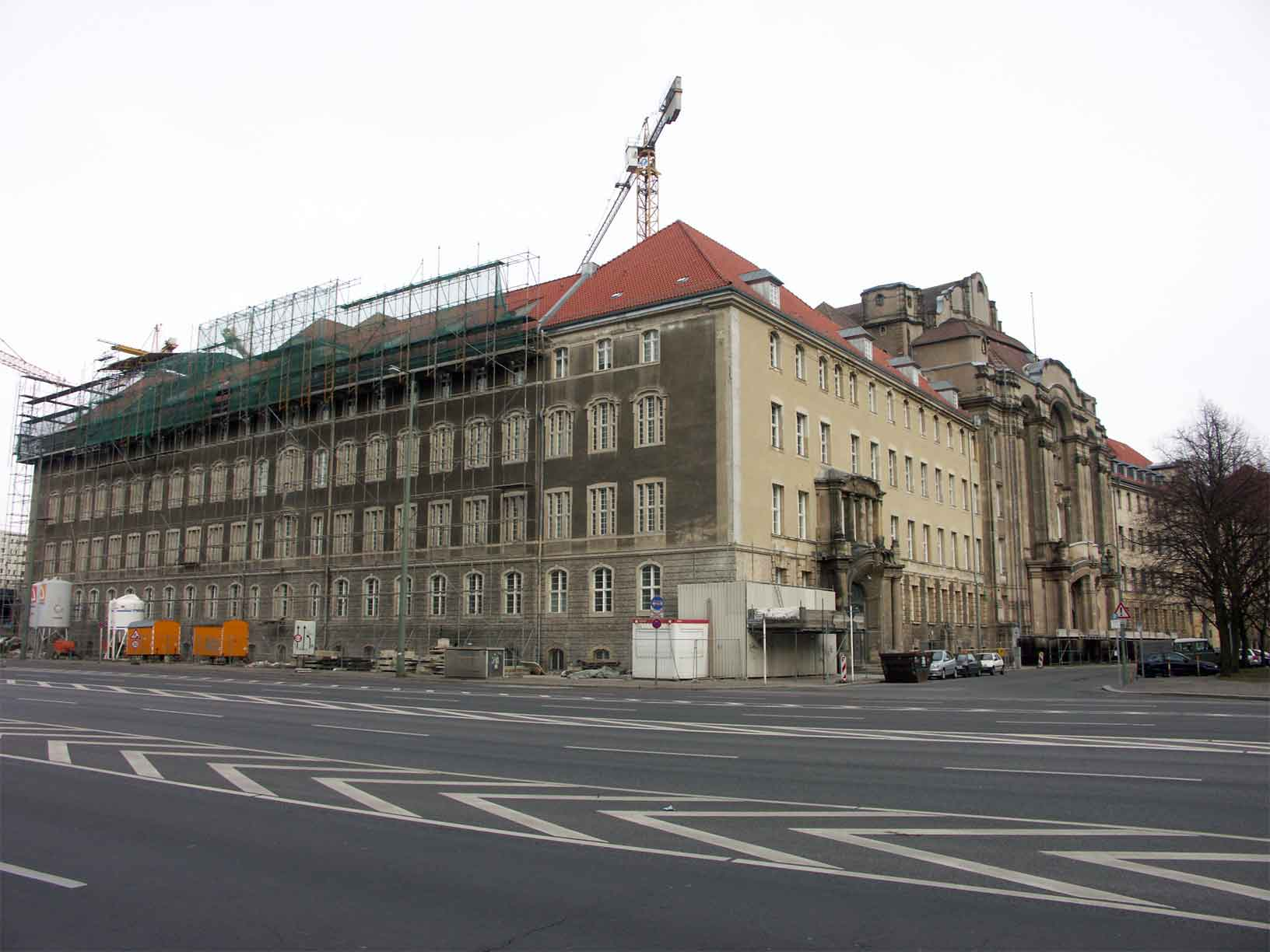
Zweiter Sitz des Obersten Gerichts im Justizgebäude in der Littenstraße, Berlin-Mitte.

Das Oberste Gericht (OG) war das höchste Rechtsprechungsorgan der DDR. Es wurde durch Gesetz vom 8. Dezember 1949 organisatorisch getrennt vom Generalstaatsanwalt der DDR errichtet und mit Inkrafttreten des Einigungsvertrages aufgelöst.
Bis zum Beginn der 1970er Jahre befand sich das Oberste Gericht im repräsentativen Gebäudeteil der vormaligen Militärärztlichen Akademie an der Invalidenstraße mit der postalischen Anschrift „Scharnhorststraße 6“ in Berlin-Mitte. Danach bezog es in der Littenstraße Räumlichkeiten im dortigen Justizgebäude. In dem Gebäude befanden sich außerdem das Stadtgericht Berlin, die drei Stadtbezirksgerichte Mitte, Prenzlauer Berg und – bis zu dessen Auszug – Friedrichshain, das Staatliche Notariat sowie der Generalstaatsanwalt von (Groß-)Berlin, die Staatsanwälte der Stadtbezirke Mitte, Prenzlauer Berg und – bis zu dessen Auszug – Friedrichshain, des Militärgerichts und der Militäroberstaatsanwalt.

## Zuständigkeiten

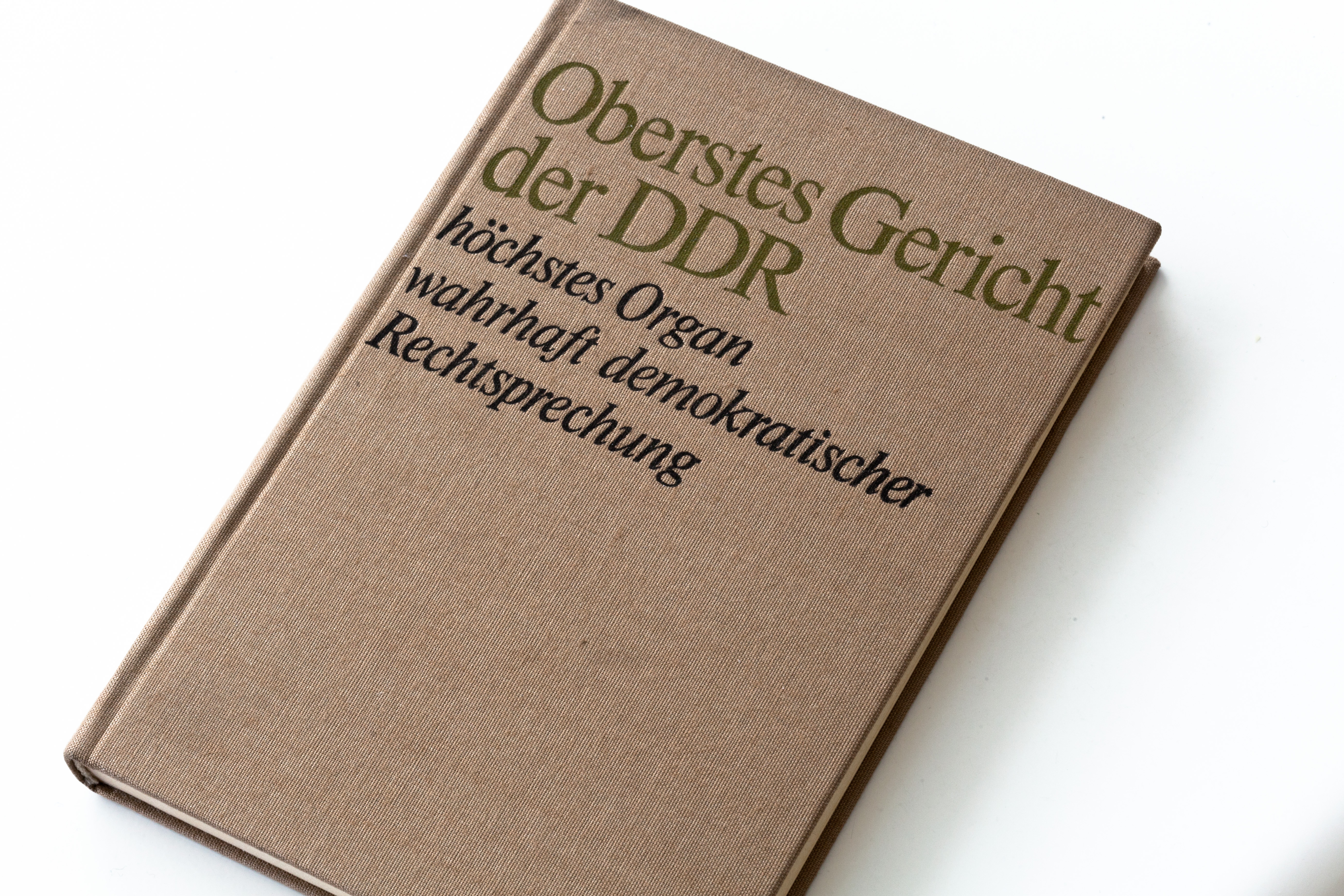
DDR-Buch anlässlich des 20-jährigen Bestehens des Obersten Gerichts, 1970

Zu den Aufgabenbereichen des Gerichts zählten
- die Durchführung von Strafverfahren in erster und letzter Instanz, in denen der Oberste Staatsanwalt der DDR wegen der überragenden Bedeutung der Fälle Anklage vor dem Obersten Gericht erhob, sowie
- die Kassation in Zivil-[3] und Strafsachen.

Später kamen weitere Aufgaben hinzu, was vor allem dem Prozess der Vereinfachung zuzurechnen ist, den die DDR-Justiz durchschritt. Nach § 55 des Gerichtsverfassungsgesetzes der DDR, das am 15. Oktober 1952 in Kraft trat, hatte das Oberste Gericht auch als Gericht zweiter Instanz über die Rechtsmittel
- des Protests, der Berufung und der Beschwerde gegen erstinstanzliche Urteile in Zivil-, Familien- und Arbeitsrechtssachen sowie in Straf- und Militärstrafsachen
- der Berufung gegen Entscheidungen der Spruchstelle für Nichtigkeitserklärungen des Amtes für Erfindungs- und Patentwesen

zu verhandeln und zu entscheiden.
Im Jahre 1959 wurde es auch für Ost-Berlin zuständig, wo die entsprechenden Kompetenzen bisher beim Kammergericht (Ost-)Berlin gelegen hatten. Für wirtschaftsrechtliche Streitigkeiten innerhalb der volkseigenen und genossenschaftlichen Wirtschaft war das Staatliche Vertragsgericht zuständig. Eine Verfassungsgerichtsbarkeit sowie spezielle Verwaltungs-, Sozial- und Finanzgerichtszweige bestanden in der DDR nicht. Für Sozialversicherungssachen gab es die Beschwerdekommissionen für Sozialversicherung des FDGB (§302 f. AGB) bzw. bei der Staatlichen Versicherung; im Verwaltungsrecht die Möglichkeit der verwaltungsinternen Rechtsmittelbeschwerde sowie der allgemeineren Eingabe.

## Organisation
Das Oberste Gericht der DDR war ordentliches Gericht und entschied sowohl in Straf- als auch Zivilsachen. Dazu waren Senate gebildet, die je von einem Präsidenten oder Vizepräsidenten als Oberrichter geleitet wurden. Neben dem Oberrichter saßen in einem Senat zusätzlich zwei weitere Richter. Gemäß Gerichtsverfassungsgesetz wurden die Richter des Obersten Gerichts auf Vorschlag des Ministerrates durch die Volkskammer auf fünf Jahre gewählt.
Höchstes Organ war das Plenum, dem alle Richter des Obersten Gerichts und die Direktoren der Bezirksgerichte und der drei Militärobergerichte angehörten. In jährlichen Sitzungen wurden Richtlinien und Beschlüsse verabschiedet, die in der Regel Eingang in das Gesetzblatt der DDR fanden.
Die Geschäfte des Obersten Gerichts wurden vom Präsidium geregelt, das aus dem Präsidenten, dem Vizepräsidenten und den Oberrichtern bestand. Das Präsidium konnte auch für die Rechtsprechung unterer Gerichte Beschlüsse fassen. Der Große Senat des Obersten Gerichts hatte über grundsätzliche Entscheidungen zu befinden. Je nachdem ob im Großen Senat über Straf- oder Zivilsachen zu entscheiden war, setzte sich das Richterkollegium aus den Oberrichtern der jeweiligen Straf- oder Zivilsenate sowie dem Präsidenten und Vizepräsidenten des Gerichts zusammen.
- Präsidenten: Kurt Schumann (1949–1960, NDPD), Heinrich Toeplitz (1960–1986, CDU), Günter Sarge (1986–1990, SED); Gerhard Körner (Februar bis Oktober 1990, PDS).
- Vizepräsidenten: Hilde Benjamin (1949–1953, SED); Vizepräsident und Vorsitzender des Kollegiums für Strafrecht: Walter Ziegler (1953–1958, SED), Gustav Jahn (1958–1962), Walter Ziegler (1962–1977, SED), (neu 1. Vizepräsident) Günter Sarge (1977–1986, SED); ab 1977 fünf Strafsenate;
- Vizepräsident und Vorsitzender des Kollegiums für Zivil-, Familien- und Arbeitsrecht: Hans Reinwarth (1966–1969), Peter-Paul Siegert (1969–1974), Werner Strasberg (1974–1990; ab 1986 1. Vizepräsident); ab 1978 vier Zivilsenate;
- Militärkollegium: Vorsitzender des Kollegiums: Günter Sarge (1963–1977), Lothar Penndorf (1977–1989) zuständig für MdI, MfNV und MfS; ab 1971 zwei Militärstrafsenate;
- nicht dem Obersten Gericht unterstellte Generalstaatsanwälte (siehe DDR-Justiz): Ernst Melsheimer (1949–1960, SED), Josef Streit (1962–1986, SED), Günter Wendland (1986–1989), Harri Harrland (1989/1990), Hans-Jürgen Joseph (1–6/1990);
- Stellvertretende Generalstaatsanwälte: Günter Wendland (bis 1986), Karl-Heinz Borchert, ab 1990 u. a. Lothar Reuter und Peter Przybylski (langjähriger Pressesprecher/Staatsanwalt für Öffentlichkeitsarbeit, u. a. in DFF-Fernsehsendung Der Staatsanwalt hat das Wort).

1989 waren am Obersten Gericht 58 Richter tätig; beim Generalstaatsanwalt 119 Staatsanwälte.

## Der 1. Strafsenat

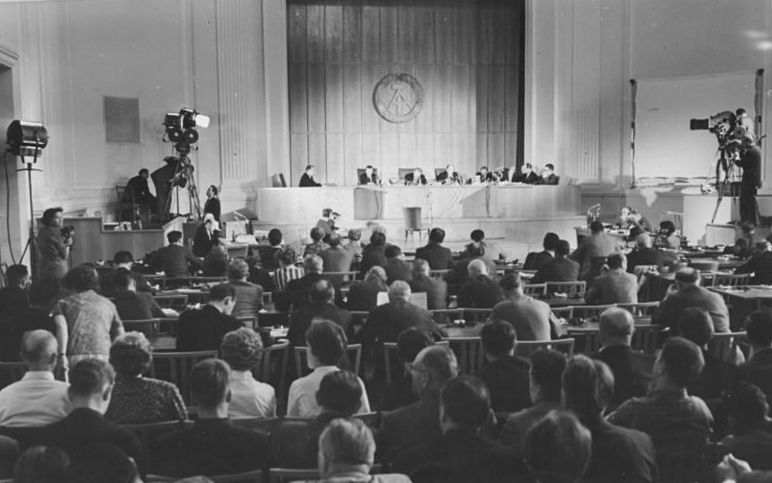
1. Strafsenat des Obersten Gerichts der DDR bei einem Schauprozess, 1963

Im 1. Strafsenat des Obersten Gerichts wurden insbesondere in den Anfangsjahren der DDR maßgebliche Prozesse von hoher politischer Relevanz für die Geschichte der DDR verhandelt, etwa der Prozess gegen die Zeugen Jehovas (1950), gegen Otto Fleischer (1953), Elli Barczatis/Karl Laurenz (1955), in denen es um Spionage ging, oder der Schauprozess gegen Hans Globke, einen engen Berater Konrad Adenauers, wegen dessen nationalsozialistischer Vergangenheit (1963). Von 1950 bis 1972 führte der Strafsenat 63 Verfahren gegen 260 Personen durch, wovon die meisten zwischen 1950 und 1957 stattfanden. In den 41 Prozessen mit 202 Angeklagten in diesem Zeitraum wurden nur zwei freigesprochen. Unter den 200 Schuldsprüchen waren
- 17 Todesurteile (davon 15 vollstreckt);
- 28 Mal lebenslänglich;
- 40 Mal 15 Jahre Zuchthaus;
- 51 Mal zwischen 10 und 14 Jahren Zuchthaus.

Ab Mitte der 1960er Jahre nahm die Zahl der hier verhandelten Verfahren ab. Ab 1967 fand höchstens ein Strafprozess vor dem 1. Strafsenat pro Jahr statt.
Den Vorsitz hatte meist der Vizepräsident, selten der Präsident. Der Strafsenat fällte insbesondere in den 1950er-Jahren Urteile mit Rechtsgrundsätzen, die später in die DDR-Gesetzgebung einflossen. Ernst Melsheimer, der erste Generalstaatsanwalt der DDR, sprach dem Senat eine zentrale politische Funktion zu:

„Das höchste Gericht soll in den für die Grundlagen unseres Staates und für den Bestand unserer Republik entscheidenden Fragen Recht sprechen; es soll auf hoher, weithin dem ganzen Volke sichtbarer Plattform urteilen; es soll schnell und richtig urteilen. […] Die Aburteilung […] durch den höchsten Gerichtshof in breitester Öffentlichkeit stärkt und vertieft die demokratische Gesinnung und die demokratische Wachsamkeit der Massen.“

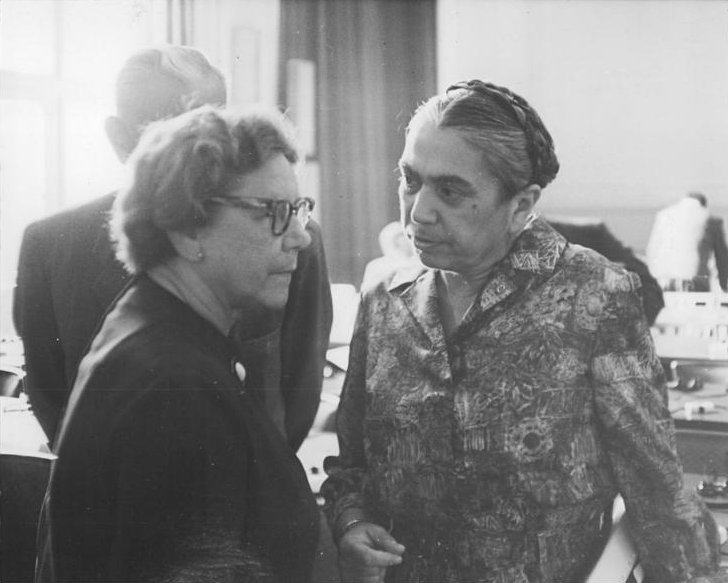
Hilde Benjamin (rechts), erste Vizepräsidentin des Gerichts (1963)

Die spätere DDR-Justizministerin Hilde Benjamin hielt in diesem Raum als erster Vizepräsidentin des Gerichts mehrere politische Prozesse ab. Sie leitete die Gesetzgebungskommission beim Staatsrat der DDR und schrieb DDR-Rechtsgeschichte.

## Entscheidungssammlungen
Entscheidungen des Obersten Gerichts der Deutschen Demokratischen Republik
- in Zivilsachen (OGZ) 1.1951–16.1983 (Entscheidungen der Jahre 1950–1981; ZDB-ID 1871-5 und ZDB-ID 224988-1)
- in Strafsachen (OGSt) 1.1951–16.1977 (Entscheidungen der Jahre 1950–1975; ZDB-ID 1870-3 und ZDB-ID 224987-x)
- in Arbeitsrechtssachen (OGA) 1.1959–9.1983 (Entscheidungen der Jahre 1952–1981; ZDB-ID 507535-x und ZDB-ID 224986-8)

Für die Zeit ab 1975 bzw. 1981 wurde keine amtliche Entscheidungssammlung mehr veröffentlicht. Stattdessen gab es die der Geheimhaltung unterliegenden Informationen des Obersten Gerichts der Deutschen Demokratischen Republik (1977–1989; ZDB-ID 1085540-3; 78 Hefte). Andere Entscheidungen wurden noch in der Zeitschrift Neue Justiz abgedruckt.

## Registerzeichen
bis 1975:
1. Stelle: Verfahrensart
Z = Kassation
Z … (I) = erstinstanzliches Verfahren
U = Berufung
W = Beschwerde
2. Stelle: Rechtsgebiet
st = Strafsachen (II/III: Sachgebiet)
MSt = Militärstrafsachen
z = Zivilsachen
a = Arbeitsrechtssachen
z … (Pa) = Patentsachen (1954–63)
zV/stV = Verkehrssachen (1954–60/67)
zF = Familiensachen (ab 1958)
zP = Patentsachen (ab 1963)
Pr = Präsidium; Pl = Plenum
Beispiel: Zst (Kassation in Strafsachen)
ab 1976:
1. Stelle: Gericht
O = Oberstes Gericht
2. Stelle: Rechtsgebiet
S = Strafsachen
MS = Militärstrafsachen
Z = Zivilsachen
P = Patentsachen usw.
F = Familiensachen
A = Arbeitsrechtssachen
D = Verwaltungsrechtssachen (1989/90)
3. Stelle: Verfahrensart
K = Kassation
B = Berufung
R = Beschwerde
OGrS = Großer Senat (1987/90)
Beispiel: OSK (Kassation in Strafsachen)